# ایستگاه کنتون
ایستگاه کنتون یک ایستگاه از خط بیکرلو و از خطوط متروی لندن است.که در منطقه کنتون قرار دارد و در ۱۵ ژوئن ۱۹۱۲ افتتاح شده‌است.

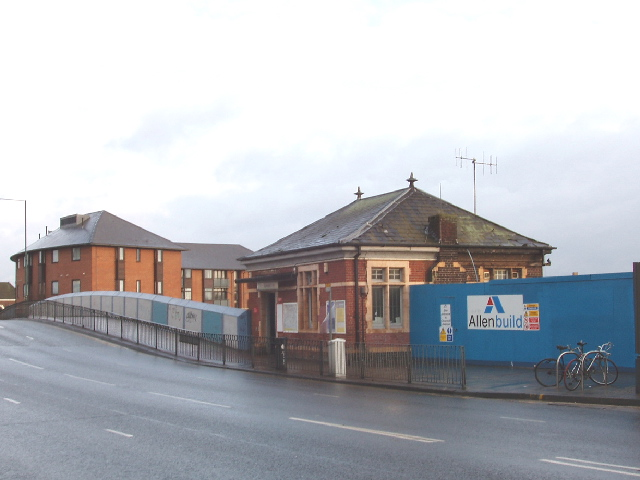